# Jarovići (Republika Serbska)
Jarovići (cyr. Јаровићи) – wieś w Bośni i Hercegowinie, w Republice Serbskiej, w gminie Rogatica. W 2013 roku liczyła 6 mieszkańców.